# Acanthaspidia hanseni
Acanthaspidia hanseni là một loài chân đều trong họ Acanthaspidiidae. Loài này được Birstein miêu tả khoa học năm 1963.